# Philip Mpango
Philip Isdor Mpango (né le 14 juillet 1957 dans le Kigoma) est un économiste et homme politique tanzanien, également vice-président de la république unie de Tanzanie depuis le 31 mars 2021. Nommé par la présidente Samia Suluhu, l'Assemblée nationale approuve à l'unanimité sa nomination,. À cette date, il occupait la fonction de ministre des Finances et de la Planification depuis le 23 décembre 2015.

## Premières années
Philip Mpango est né le 14 juillet 1957 dans la région de Kigoma en Tanzanie. Après avoir fréquenté l'école dans la région, il étudie au lycée Ihungo à Bukoba, où il termine ses études de niveau A, obtenant l'équivalent d'un diplôme d'études secondaires.
Mpango étudie à l'Université de Dar es Salam, où il obtient un baccalauréat, une maîtrise et un doctorat en économie. Il effectue une partie de ses travaux de doctorat à l'Université de Lund en Suède.
Sur le plan professionnel, Mpango occupe les postes de commissaire général par intérim de la Tanzania Revenue Authority, de secrétaire exécutif du bureau du président de la République (Commission de planification), de secrétaire permanent adjoint au ministère des Finances et des Affaires économiques, d'assistant personnel du président (affaires économiques), de chef de l'Unité de conseil économique du président et d'économiste principal à la Banque mondiale,.

## Vie politique
Mpango est nommé par le président John Magufuli pour devenir membre du parlement tanzanien. La constitution permet en effet au président de nommer jusqu'à dix membres non élus démocratiquement pour intégrer le parlement.
Le 23 décembre 2015, le président John Magufuli nomme Mpango comme ministre des Finances et de la Planification,. En 2020, Magufuli le reconduit dans ses fonctions. Mpango est crédité d'avoir amélioré l'économie tanzanienne de 6 à 7 % en moyenne au cours de ses cinq années en tant que ministre.
La mort du président Magufuli, annoncée le 17 mars 2021, entraîne l'assermentation de la vice-présidente du pays, Samia Suluhu, comme sa successeure le 19 mars 2021. Devenue présidente, celle-ci nomme le 30 mars 2021, Mpango au poste de vice-président qu'elle avait elle-même quitté,.
Avant d'être nommé vice-président, Mpango agissait comme député de la circonscription de Buhigwe dans la région de Kigoma au nord-ouest de la Tanzanie. Selon les lois du pays, sa nomination comme vice-président l'oblige à cesser d'occuper la fonction de député. Mpango a déclaré qu'il prévoyait de lutter contre la corruption et de poursuivre la mise en œuvre de grands projets d'infrastructure, notamment la construction d'un nouveau réseau de chemin de fer (en) à écartement standard, venant remplacer un système désuet.